# George Wolf
George Wolf, född 12 augusti 1777 i Northampton County i Pennsylvania, död 11 mars 1840 i Philadelphia i Pennsylvania, var en amerikansk politiker. Han var ledamot av USA:s representanthus 1824–1829 och Pennsylvanias guvernör 1829–1835. Han var först demokrat-republikan och sedan demokrat.
Wolf studerade juridik och inledde 1799 sin karriär som advokat i Pennsylvania. Kongressledamot Thomas Jones Rogers avgick 1824 och efterträddes av Wolf. År 1829 efterträdde Wolf John Andrew Shulze som Pennsylvanias guvernör och efterträddes 1835 av Joseph Ritner.
Wolf avled 1840 och gravsattes på Harrisburg Cemetery i Harrisburg.